# Kövesdi János
Kövesdi János (Budapest, 1956. november 11. – Kalifornia, 2009. február 2.) ipari formatervező.
1982-ben végezte el az Iparművészeti Főiskola ipari formatervező szakát. 1979-ben amerikai retusőri képesítést szerzett. Ezt követően a fotózásban is nagy gyakorlatra tett szert. Négyszer nyert formatervezési nívódíjat. 1986-ban alkotói díjat kapott, 1989-ben és 1990-ben az év sajtóhirdetése díját vehette át.